# スレシュ・ライナ
スレシュ・クマール・ライナ（Suresh Kumar Raina、1986年11月27日 - ）は、インドのウッタル・プラデーシュ州のムラードナガー出身のプロクリケット選手。右投左打。バッツマン（打者）。IPLのチェンナイ・スーパーキングス所属。インド代表。
世界屈指の選手の一人。2019年シーズン終了時点で、IPLの通算得点（ラン）がヴィラット・コーリに次ぐ歴代2位。2019年のESPNの調査によると、世界で最も有名なアスリート22位にランクイン。